# لیلا هانسن
لیلا هانسن (انگلیسی: Lilla Hansen; ۱ آوریل ۱۸۷۲ – ۱۱ ژوئن ۱۹۶۲) معمار اهل نروژ بود.